# جوان جاكسون جونسون
جوان جاكسون جونسون هي فنانة كندية، ولدت في 1943 في وينيبيغ في كندا.